# IFH/Intherm

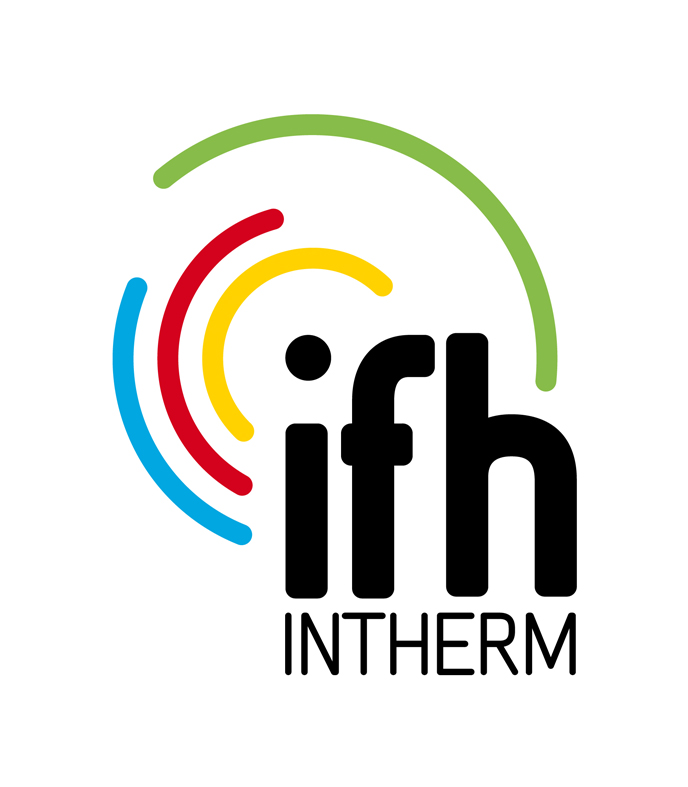
Logo IFH/Intherm

Die IFH/Intherm ist eine Fachmesse für Sanitär, Haus- und Gebäudetechnik.

## Geschichte
Die IFH/Intherm wird seit 1976 veranstaltet und findet auf dem Gelände der Messe Nürnberg in geraden Jahren statt. Veranstalter ist die GHM Gesellschaft für Handwerksmessen mbH. Die IFH/Intherm ist die Leitmesse für Sanitär, Haus- und Gebäudetechnik im süddeutschen Raum und dem angrenzenden Ausland. Sie richtet sich an Handwerker, Architekten, Planer, Energieberater und Wohnungswirtschaftsexperten. Die Veranstaltung 2020 wurde aufgrund der Corona-Pandemie einmalig abgesagt. Im Jahr 2024 kamen 37.500 Besucher bei 414 Aussteller aus 17 Ländern auf die Fachmesse.

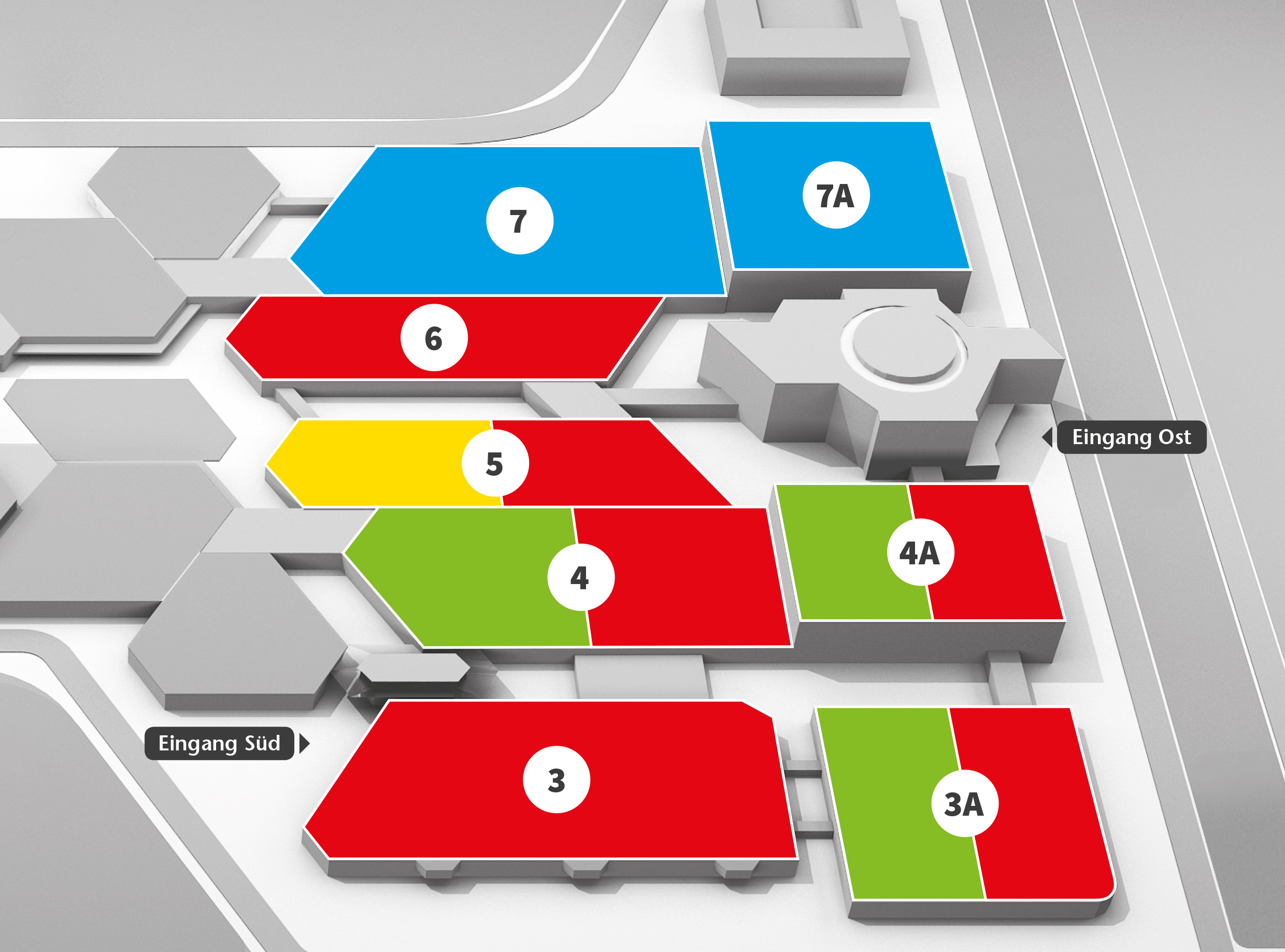
IFH/Intherm 2018, Hallenbelegungsplan der NürnbergMesse

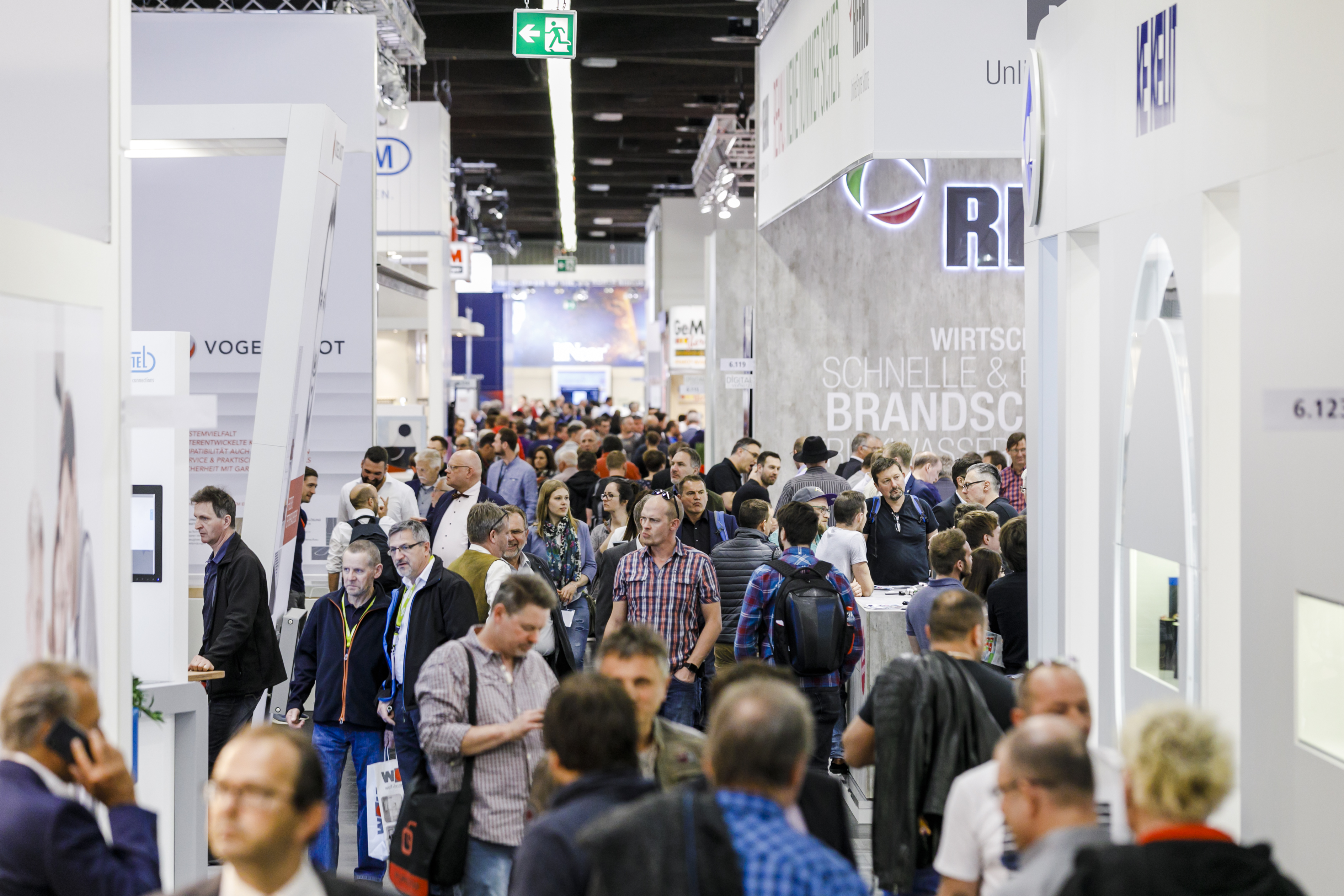
Messegeschehen auf der IFH/Intherm 2014 in Nürnberg

## Ausstellungsbereiche
Das Angebotsportfolio umfasst folgende Bereiche:
- Sanitärtechnik
- Heizungstechnik
- Erneuerbare Energien
- Klima- und Lüftungstechnik
- Klempnertechnik
- Mess-, Prüf-, Steuer-, Regelgeräte
- Rohre und Zubehör
- Pumpen
- Werkstatteinrichtungen
- Werkzeuge
- Kundendienstwagen
- EDV/Büroausstattung
- Literatur/Organisation

2024 standen die Branchenthemen Digitale Unternehmensführung, Komfort und Nachhaltigkeit im Fokus. Neben Handwerkerrundgängen und Start-ups spielen auch Creator aus dem SHK-Handwerk vor Ort eine immer größere Bedeutung. 2024 fand erstmals ein großer Influencer-Treff sowie ein eintägiger Influencer-Rundgang statt. 

## Ideelle Träger
- Fachverband Sanitär-, Heizungs- und Klimatechnik Bayern
- Fachverband Sanitär-Heizung-Klimatechnik Baden-Württemberg
- Fachverband SHK Thüringen Sanitär, Heizung, Klima
- Fachverband Sanitär Heizung Klima Sachsen
- Bundesindustrieverband der Deutschen Heizungsindustrie e. V. (BDH)

## Kooperationspartner
- Fachverband SHK Sachsen-Anhalt